# Hyla intermedia
Hyla intermedia – gatunek płaza bezogonowego z rodziny rzekotkowatych (Hylidae).

## Występowanie
Zasięg występowania tego gatunku obejmuje większą część Włoch (oprócz niektórych terenów położonych na północy i na południowym wschodzie kraju) łącznie z Sycylią, a także zachodnią Słowenię i południową Szwajcarię. Kwestia Watykanu i San Marino nie została jednoznacznie wyjaśniona.
Zwierzę bytuje na wysokościach od 0 do 1855 metrów nad poziomem morza. Jego siedlisko to zazwyczaj lasy i zadrzewienia porastające tereny nizinne, obszary podmokłe. Płaz radzi sobie także w środowisku lekko zmodyfikowanym działalnością ludzką.

## Systematyka
W 2018 roku Dufresnes i inni w oparciu o badania genetyczne uznali populacje z północy zasięgu za osobny gatunek, któremu nadali nazwę Hyla perrini. W 2020 roku Speybroeck i inni uznali jednak, że populacje te lepiej traktować jako podgatunek Hyla intermedia perrini.

## Status
Liczebność nie zmienia się znacząco i nadal jest to gatunek bardzo liczny, jednakże lokalnie notuje się spadki w dolinach alpejskich.